# ماساکو سکی
ماساکو سکی (انگلیسی: Masako Seki؛ زادهٔ ) یک بازیکن تنیس روی میز اهل ژاپن است. 
وی در مسابقات کشوری و بین‌المللی در مجموع برنده ۹ مدال طلا، ۴ مدال نقره، ۱ مدال برنز شده‌است.